# Leopoldamys neilli
Leopoldamys neilli — вид пацюків (Rattini) з південно-східної Азії.

## Морфологічна характеристика
Довжина голови й тулуба від 200 до 235 мм, довжина хвоста від 245 до 321 мм, довжина лапи від 38 до 52 мм, довжина вуха від 25 до 29 мм, вага до 234 грамів. Шерсть коротка і гладка. Колір верхніх частин тьмяний сірувато-коричневий. Черевні частини білі. Лінія поділу вздовж боків чітка. Хвіст значно довший за голову й тулуб, темно-коричневий зверху, білий знизу і на кінчику.

## Поширення й екологія
Цей вид має великий ареал у вапнякових районах центральної, північної та західної частини Таїланду. Він також був зафіксований у Лаосі та В'єтнамі. Ареал може поширюватися на прилеглі райони М'янми, однак ці популяції можуть являти собою окремий вид. Має приблизний діапазон висот від 100 до 800 метрів. З небагатьох зібраних зразків деякі були взяті з лісистих вапнякових скель, а інші з бамбукового лісу низин.

## Загрози й охорона
У Таїланді вапнякові карстові середовища проживання, в яких вони зустрічаються, знаходиться під загрозою видобутку, і тому втрата середовища проживання є загрозою для цього виду. Він присутній в заповіднику Салак Пхра і може бути присутнім в національному парку Фу Хін Ронг Кла.